# Музей-заповедник героической обороны и освобождения Севастополя
ФГБУК «Музей-заповедник героической обороны и освобождения Севастополя» — самое большое музейное объединение Крыма.

## История
Государственный музей героической обороны и освобождения Севастополя был создан 6 августа 1960 года Постановлением Совета Министров УССР на базе объединения Панорамы и Диорамы, которые стали отделами музея.
Впоследствии были образованы и другие отделы музея. Их экспозиции открылись в Оборонительной башне Малахова кургана, в доме № 46 по ул. Ревякина, где в 1942—1944 гг. находился штаб севастопольского подполья. В 1973 году на баланс музея был передан Собор св. Равноапостольного Князя Владимира — усыпальница прославленных адмиралов. В 1977 в структуре музея появился отдел истории Севастопольской комсомольской организации, экспозиция которого существовала до 1991 г.
В 2019 г. Федеральное государственное бюджетное учреждение культуры (ФГБУК) «Государственный музей героической обороны и освобождения Севастополя» был переименован в «Севастопольский военно-исторический музей-заповедник».
В июне 2021 года музею было возвращено историческое название — Музей героической обороны и освобождения Севастополя.
Объекты музея:
- Мемориальный комплекс памятников обороны города в 1854—1855 годах «Исторический бульвар»[2]
  - Панорама «Оборона Севастополя 1854—1855 гг.»,
- Ансамбль мемориального комплекса памятников обороны города в 1854—1855 гг., 1941—1944 гг. «Малахов курган»
  - Оборонительная башня Корниловского бастиона[3]
- Ансамбль мемориального комплекса «Сапун-гора»
  - Диорама «Штурм Сапун-горы 7 мая 1944 г.»,
- Дом-музей севастопольского подполья 1942—1944 гг.,[4]
- Собор Св. Равноапостольного князя Владимира — усыпальница выдающихся флотоводцев-адмиралов
- Культурно-выставочный центр Музея — сейчас размещается в здании бывшего кинотеатра «Украина».

Коллекции насчитывают около 206 тысяч музейных предметов, которые охватывают все периоды истории Севастополя: от основания в 1783 году до настоящего времени.
До 1991 года его ежегодная аудитория составляла от 2,5 до 3 млн человек. В настоящее время ежегодно его посещают более 1 миллиона человек.

## Галерея

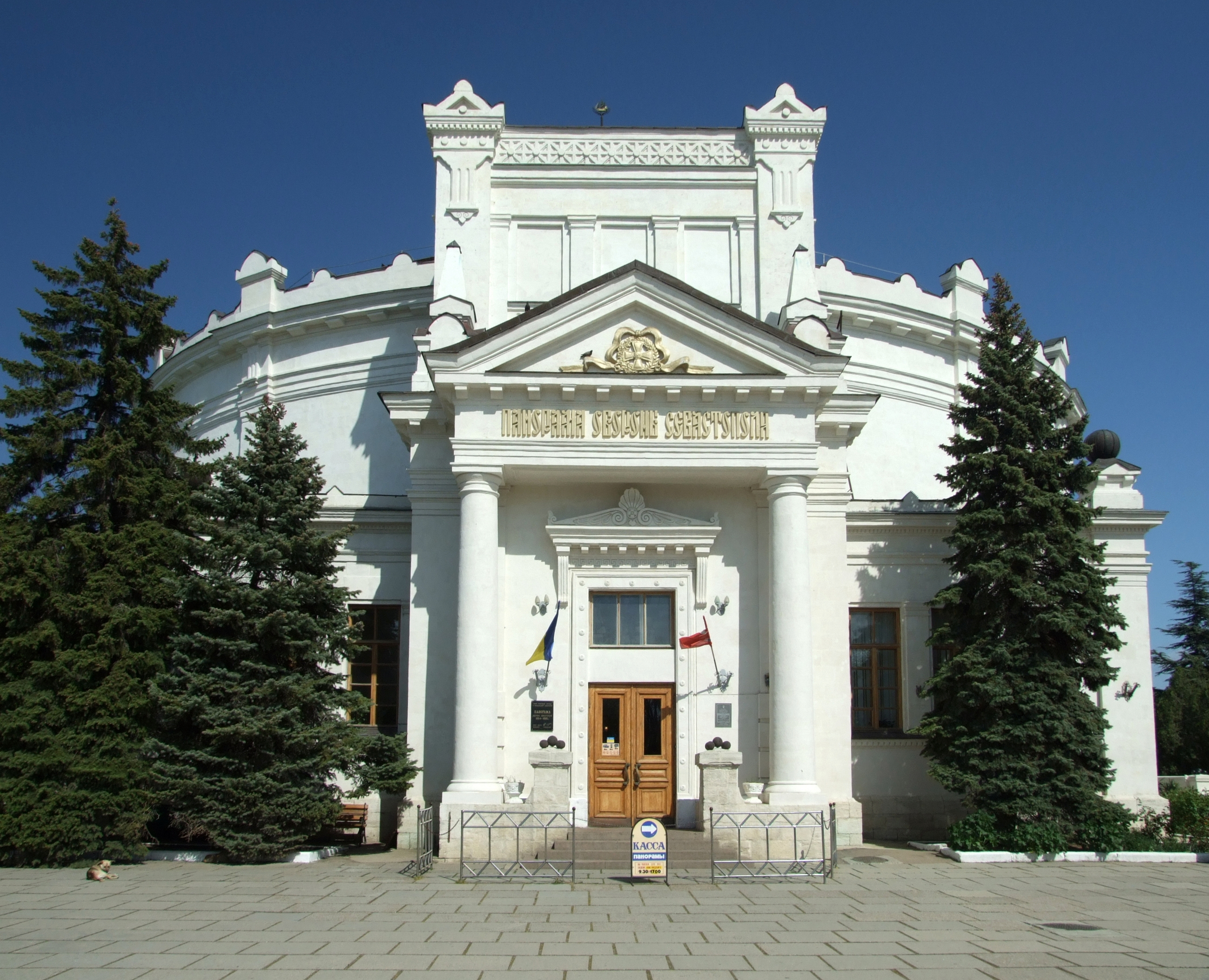
Панорама «Оборона Севастополя 1854–1855 гг.»
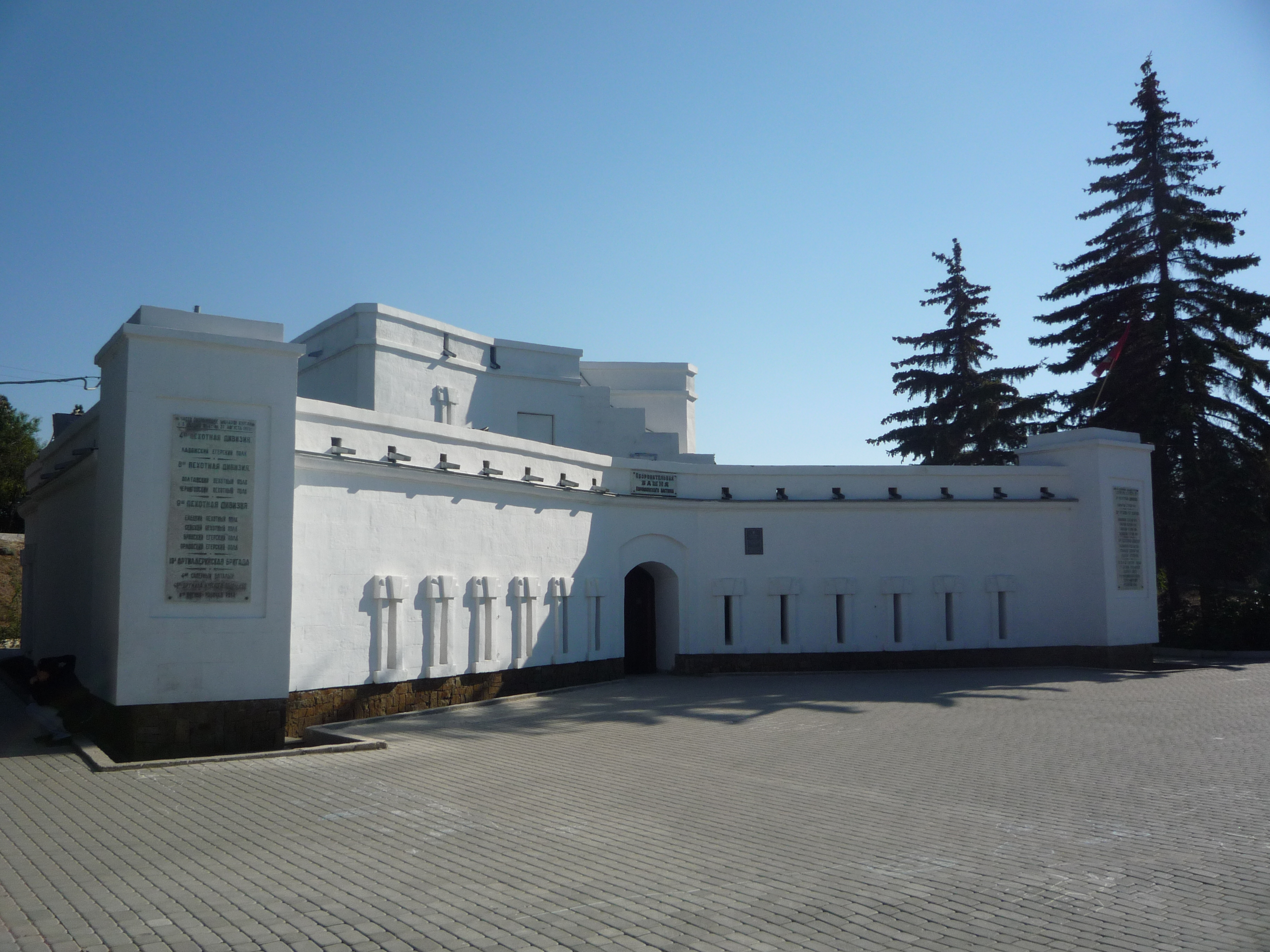
Корниловский бастион
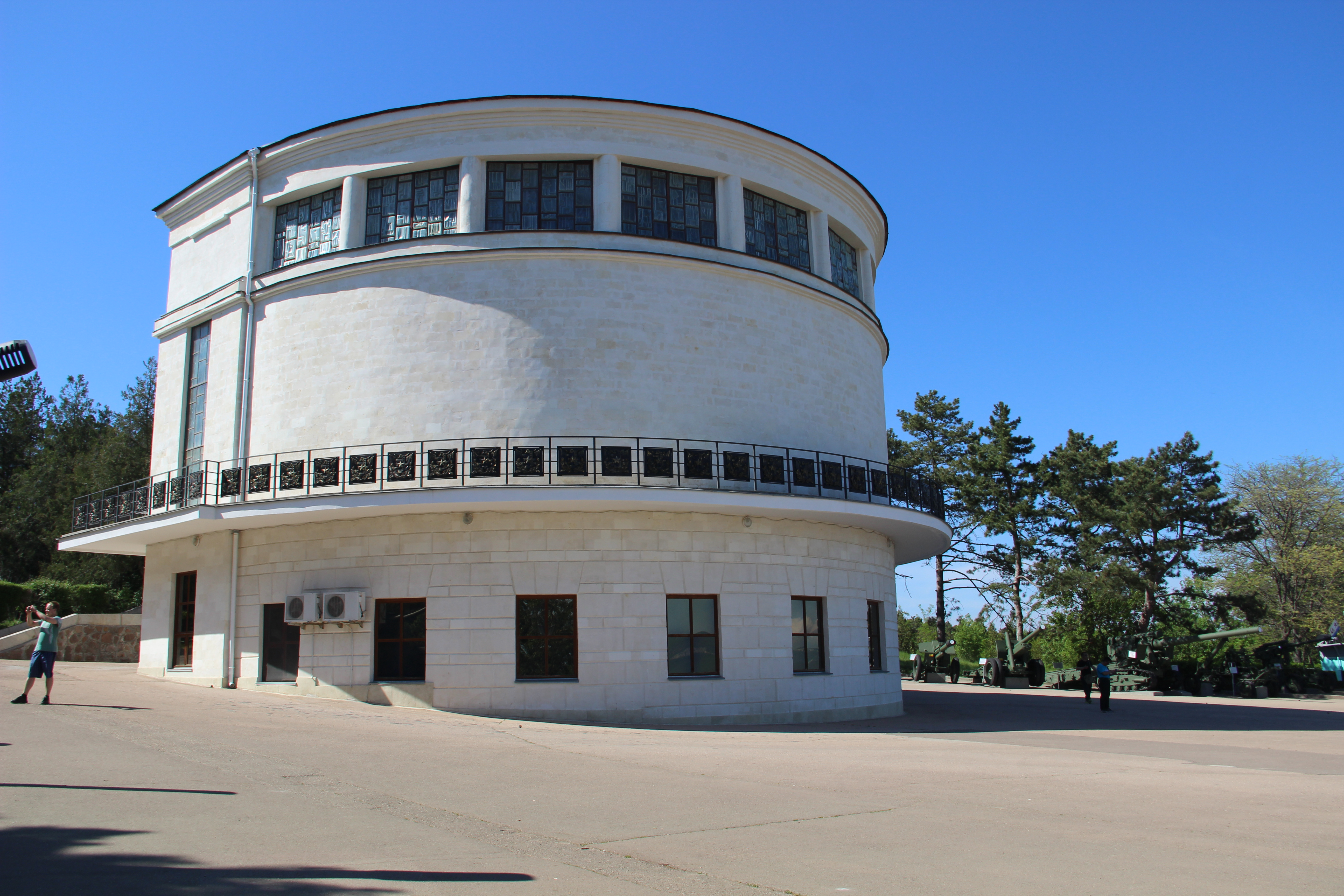
Диорама «Штурм Сапун-горы 7 мая 1944 г.»
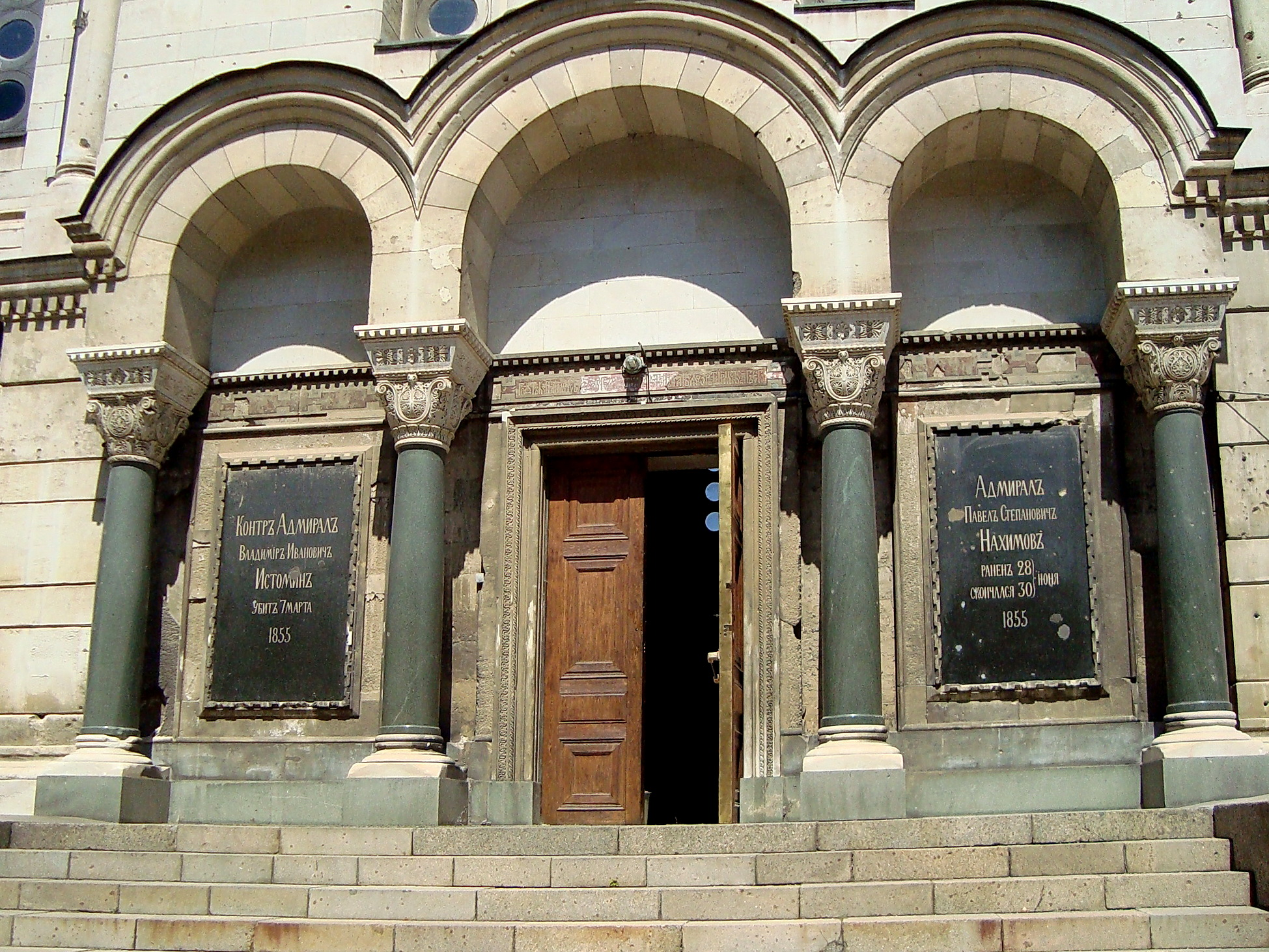
Собор Св. Равноапостольного князя Владимира
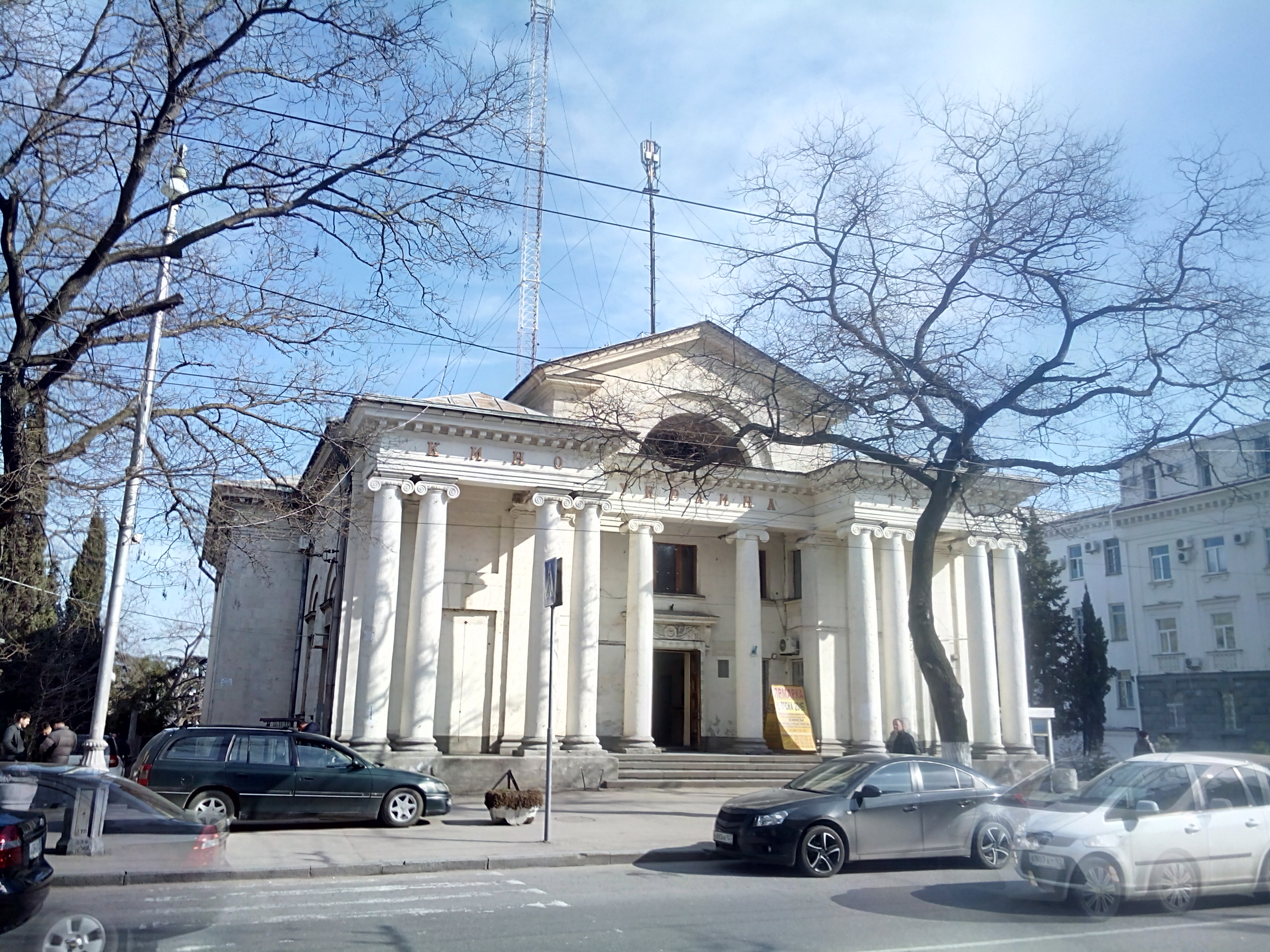
Здание кинотеатра «Украина» - ныне выставочный зал музея